# Alpha (Michigan)
Alpha – wieś w Stanach Zjednoczonych, w stanie Michigan, w hrabstwie Iron.